# Nogueiró
Nogueiró ist ein Ort und eine ehemalige Gemeinde (Freguesia) im Norden Portugals.

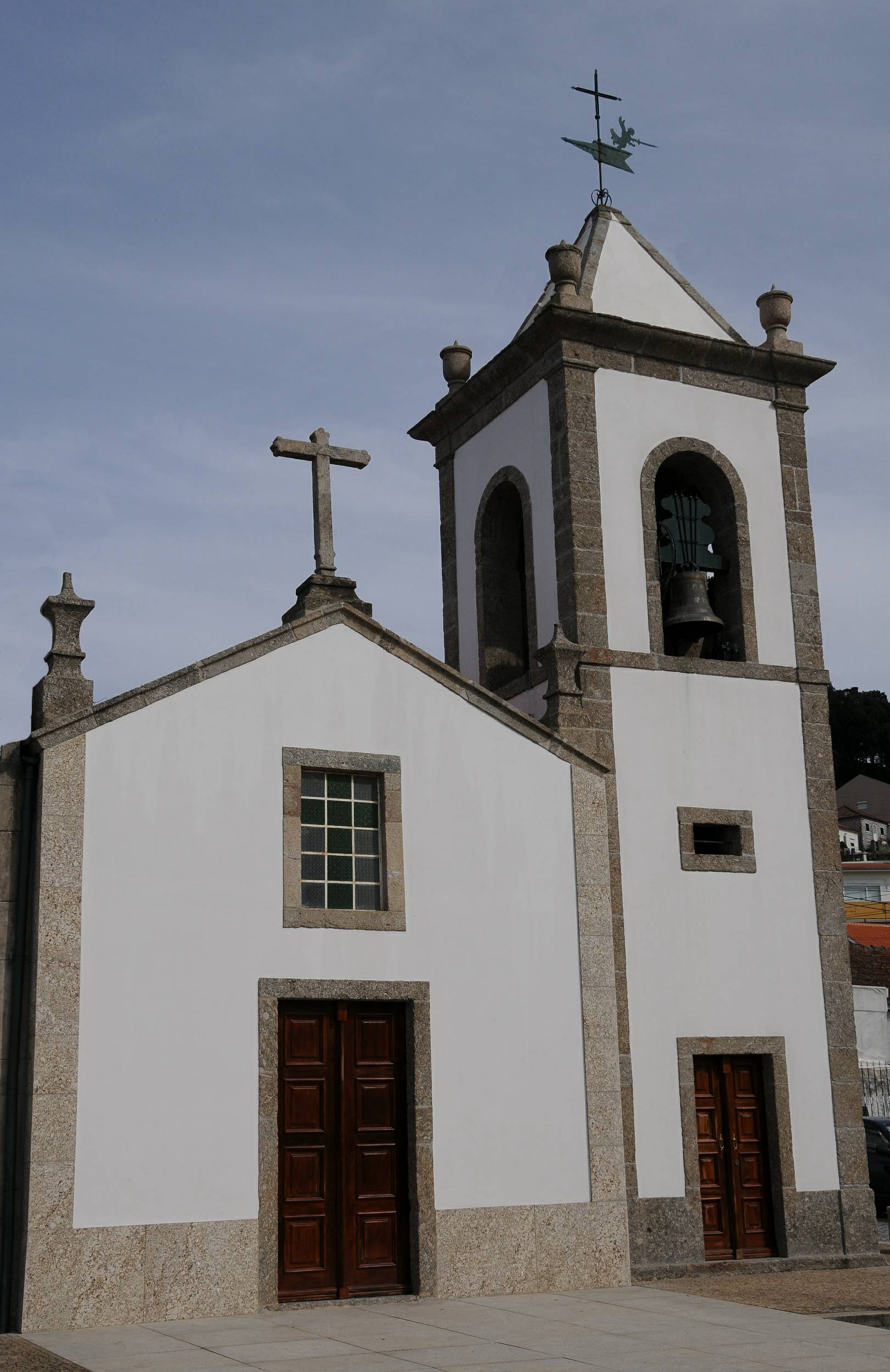
Kirche von Nogueiró

Nogueiró gehört zum Kreis und zur Stadt (pt: Cidade) Braga im Distrikt Braga. Die Gemeinde hatte eine Fläche von 2,8 km² und 3685 Einwohner (Stand 30. Juni 2011).
Am 29. September 2013 wurden die Gemeinden Nogueiró und Tenões zur neuen Gemeinde União das Freguesias de Nogueiró e Tenões zusammengeschlossen. Nogueiró ist Sitz dieser neu gebildeten Gemeinde.